# Cinquième circonscription de la préfecture d'Ibaraki
La cinquième circonscription de la préfecture d'Ibaraki (茨城県第5区, Ibaraki-ken dai-go-ku) est l'une des sept circonscriptions législatives que compte la préfecture d'Ibaraki au Japon.

## Description géographique
Entre 1994 et 2013, la cinquième circonscription de la préfecture d'Ibaraki était composée des villes de Hitachi, Takahagi et Kitaibaraki et du district de Taga (ja). 
Depuis 2013, elle comprend les villes de Hitachi, Takahagi et Kitaibaraki et le district de Naka,.

## Députés
| Législature | Début de mandat | Fin de mandat | Député élu             | Parti politique | Parti politique |
| ----------- | --------------- | ------------- | ---------------------- | --------------- | --------------- |
| 41e         | 1996            | 1998          | Shunpei Tsukahara (ja) |                 | PLD             |
| 41e         | 1998            | 2000          | Hideo Okabe (ja)       |                 | PLD             |
| 42e         | 2000            | 2003          | Akihiro Ōhata          |                 | PDJ             |
| 43e         | 2003            | 2005          | Akihiro Ōhata          |                 | PDJ             |
| 44e         | 2005            | 2009          | Akihiro Ōhata          |                 | PDJ             |
| 45e         | 2009            | 2012          | Akihiro Ōhata          |                 | PDJ             |
| 46e         | 2012            | 2014          | Akihiro Ōhata          |                 | PDJ             |
| 47e         | 2014            | 2017          | Akihiro Ōhata          |                 | PDJ             |
| 48e         | 2017            | 2021          | Akimasa Ishikawa (ja)  |                 | PLD             |
| 49e         | 2021            | 2024          | Satoshi Asano (ja)     |                 | PDP             |
| 50e         | 2024            | -             | Satoshi Asano (ja)     |                 | PDP             |